# Elbistan
Elbistan (kurdisch: Albistan) ist eine Stadtgemeinde (Belediye) im gleichnamigen Ilçe (Landkreis) der Provinz Kahramanmaraş in der türkischen Mittelmeerregion und gleichzeitig ein Stadtbezirk der 2012 gebildeten Büyükşehir belediyesi Kahramanmaraş (Großstadtgemeinde/Metropolprovinz). Seit der Gebietsreform 2013 ist die Gemeinde flächen- und einwohnermäßig identisch mit dem Landkreis.
Elbistan ist der zweitgrößte Landkreis der türkischen Provinz Kahramanmaraş. Der Kreis grenzt extern im Norden an die Provinz Sivas und im Osten an die Provinz Malatya. Interne Nachbarn sind Nurhak und Ekinözü im Süden sowie Afşin im Westen.
In den 1960er und 1970er Jahren sind viele Bürger der Stadt und des Landkreises als Gastarbeiter oder politisch Verfolgte nach Europa ausgewandert. Beim Erdbeben im Februar 2023 wurde die Stadt hart getroffen.

## Geografie
Elbistan liegt in einer Höhe von 1150 m über NN am Sögütlü-Bach, der eine Quelle des Ceyhans ist, in einer weiten wasserreichen Ebene. Die Ebene ist von dem Taurusgebirge umgeben. Der Şar Dağı mit einer Höhe von 1300 m liegt in der Nähe der Stadt. In der Antike war die Stadt Arabissos (das heutige Afşin) Zentrum der Ebene.

## Verwaltung
Der Kreis (bzw. der Kaza als Vorgänger) bestand schon bei Gründung der Türkischen Republik 1923. Zur ersten Volkszählung 1927 lebten 46.960 Menschen in 127 Dörfern und 6.456 im gleichnamigen Verwaltungssitz (Merkez).
(Bis) Ende 2012 bestand der Landkreis neben der Kreisstadt aus acht Stadtgemeinden (Belediye) Akbayır, Bakış, Büyükyapalak, Demircilik, Doğan, İğde, Izgın und Karaelbistan sowie 69 Dörfern (Köy). Im Zuge der Verwaltungsreform ab 2013 wurden die Mahalle der acht Belediye vereint und ebenso wie die Dörfer in Mahalle überführt. Die 14 existierenden Mahalle der Kreisstadt blieben erhalten. Durch Herabstufung der Belediye und Dörfer stieg die Zahl der Mahalle von 41 auf 93. Den Mahalle steht ein Muhtar als oberster Beamter vor.
Ende 2020 lebten durchschnittlich 1.535 Menschen in den Mahalle. Kızılcaoba (13.883), Yeşilyurt (13.652), Yunus Emre (11.776) und Battalgazi (11.488) sind die bevölkerungsreichsten Mahalle.

## Geschichte
In der ausgehenden Bronzezeit war Elbistan als Lawazantiza Teil von Kizzuwatna und wurde schließlich unter Šuppiluliuma I. (ca. 1355–1320 v. Chr.) dem hethitischen Großreich angegliedert.
Mit dem Niedergang der Stadt Arabissos, welche im 10. Jahrhundert durch die Hamdaniden zerstört wurde, wuchs die Bedeutung Elbistans in der Region. Im Mittelalter wurde die Stadt Ablasta (Armenisch: Աբլաստա) genannt, woraus sich der heutige Name entwickelte. Nach der Schlacht von Manzikert 1071 war Ablasta Teil des Herrschaftsgebietes des ehemaligen byzantinischen Generals Philaretus Brachamius, der von Germanikeia (Kahramanmaraş) aus versuchte, die Reste des Reiches im Südwesten zusammenzuhalten. Zwischen 1097 und 1105 gehörte Ablasta den Kreuzfahrern. Später wechselte Ablasta/Elbistan oft zwischen den Danischmenden, den Seldschuken von Rum und dem Fürstentum Antiochia, bis es 1201 Teil des seldschukischen Reiches wurde.
1277 schlugen hier die Mamluken von Ägypten die Tschupaniden aus dem Iran vernichtend. Ab 1339 war Elbistan Hauptstadt der Dynastie der Dulkadir. Die Stadt Elbistan wurde 1400 von Timur und 1507 von den iranischen Safawiden geplündert und zerstört. 1515 eroberten die Osmanen Elbistan. Elbistan blieb bis 1923 osmanisch.
Die im Stadtlogo manifestierte Jahreszahl (1881) dürfte ein Hinweis auf das Jahr der Erhebung zur Stadtgemeinde (Belediye) sein.

## Persönlichkeiten
- Kemal Gözükara (* 1928), Universitätsstifter
- Mahzuni Şerif (1940–2002), Volksmusiker
- Tufan Kıraç (* 1972), Rockmusiker
- Ayşe Çağırır (* 1995), Boxerin